# Edward Davis (corsário)
Edward Davis ou Davies (Flandres, ? – Inglaterra, 1688) foi um corsário inglês muito activo nas Caraíbas durante os anos 1680s e liderou ataques contra possessões do Império Espanhol. Muita da sua carreira foi mais tarde retratada pelo escritor William Dampier no livro A New Voyage Round the World (1697).

## Inicio de carreira
Possivelmente de origem flamenga, Edward Davis tem um dos primeiros registos como membro da expedição Pacific Adventure liderado por Bartholomew Sharp e o pirata John Coxon em 1680. O primeiro destaque de carreira é no entanto no barco pirata francês comandando pelo Capitão Yanky. Foi transferido para o barco do pirata Capitão Tristian. A tripulação amotinou-se em Petit-Goâve, a sudoeste de Port-au-Prince em São Domingos (Haiti). Davis navegou com o capitão pirata John Cook chegando em Abril de 1683 à Baía de Chesapeake, onde conheceu William Dampier, servindo brevemente como navegador. Passado um ano saiu com outros, incluindo o pirata James Kelly, retornando ao Panamá com John Cook.

## Ao serviço de Cook
Em 23 de Agosto de 1683, enquanto vendia prémios capturados na Virgínia, Edward Davis concordou em juntar-se a uma expedição de corsários liderada pelo pirata John Cook. Navegando para este conseguiram capturar um navio com 36 canhões chamado de Delight ou Bachelor's Delight antes de chegarem à costa ocidental africana, na Guiné. Navegaram para o Oceano Pacífico em 1683 passando o Cabo Horn, onde se juntaram com o corsário John Eaton antes de saquearem cidades espanholas na costa da América do Sul.
Em Março de 1684, Edward Davis juntou-se ao capitão John Eaton em Valdivia, Chile. Navegaram para as Arquipélago Juan Fernández onde foram recebidos por nativos Misquitos, que foram acidentalmente deixados para trás em Janeiro de 1681 pelo capitão Bartholomew Sharp. A 3 de Maio dirigiram-se para as Ilhas Galápagos.

## Como capitão
A seguir à morte de John Cook em 19 de Julho de 1684, a tripulação do Bachelor's Delight elegeu Edward Davis para o suceder como capitão. No entanto, a expedição encontrou dificuldades num ataque falhado a El Realejo, Nicarágua, que resultou na partida de Eaton , seguido de outro ataque falhado a Paita, Peru, bem como a Guayaquil, Equador. Apesar do pouco valor ganho, foram libertados 15 escravos de vários barcos esclavagistas, que se juntaram à tripulação.
Voltando ao Panamá, Edward Davis atacou um barco espanhol carregando prata a partir do Peru para Espanha, antes de se juntar forças com uma frota de barcos corsários comandada por Francois Grogniet, Pierre le Picard e Francis Townley. Ao voltar para o Equador, ele encontrou a 2 de Outubro o barco pirata Cygnet do capitão pirata Charles Swan e o neto de Peter Harris (morto no barcoPacific Adventure 4 anos antes) e convenceu-o a juntar-se a eles na expedição.
Com o Bachelor's Delight, o Cygnet e vários barcos espanhóis capturados, Edward Davis liderou com sucesso um ataque com Charles Swan e outros contra o Panamá.
Embora tenham planeado um ataque à Frota de Prata Espanhola, os espanhóis conseguiram transferir mais de 500,000 pesos em dois galeões escoltados por três barcos de guerra pequenos que conseguiram evadir-se à frota pirata. Enquanto aguardavam a frota com o tesouro, os piratas encontraram uma patrulha espanhola ao largo da costa do Peru e foram perseguidos. Brigando uns com outros por causa da derrota, a maioria dos piratas culparam o francês Francois Grogniet. Davis abandonou a expedição em 3 de Setembro, juntamente com Swan. Townley, Harris, William Knight, num total de 8 barcos e 640 corsários.
A 1 de Janeiro de 1685, Edward Davis capturou um barco com informações sobre a Frota de Prata Espanhola. Em 7 de Janeiro, Edward Davis e Swan navegaram para as Ilhas Pérola para interceptar os barcos com a prata. Quase sem esperança, a 15 de Fevereiro finalmente encontram a frota mas a carga já tinha sido descarregada em La Villa de los Santos, Panamá. Os bucaneiros, corsários e piratas foram agrupados mas foram derrotados e expulsos na Batalha do Panamá pelos mais numerosos espanhóis. Com este desaire, Davis e Swan e mais dois barcos separaram-se da aliança de piratas, tendo feito ataques contra Leon e Realejo mas com pouco lucro, o que resultou na separação de Swan e Townley que foram para o México, e Harris saiu depois da sua tripulação morrer de febre amarela nas Honduras. O grupo separou-se em 25 de Agosto de 1685.
Com William Knight, Davis atacou a costa do Peru e Chile, mas a comida era escassa. Knight partiu para as Índias Ocidentais. Ao chegar ao Arquipélago Juan Fernández em Novembro, Davis e Knight decidiram dividir o espólio com a tripulação, recebendo cada 1150 £ de acordo com Raveneau de Lussan. Knight partiu para as Caraíbas. Depois de passar o Natal de 1685 no arquipélago, onde sentiram um terramoto.
Edward Davis tomou 25000 £ em jóias e prata de Sana em Março de 1686. Apesar de ataques posteriores renderem apenas pequenas fortunas, 39 escravos africanos foram libertados de Paita e juntaram-se à expedição pirata. Saqueando 5 outras cidades entre os meses de Maio e Junho, incluindo um ataque falhado a La Serena, Chile, onde muitos padres e oficiais foram mortos ao tentar esconder o tesouro da cidade, até que os defensores de Pisco pagarem o resgate de 5 mil £. Davis continuou com 80 homens, saqueando 10 mil £ de Arica, Chile em Fevereiro de 1687. Sabendo pelos cativos de que os espanhóis iam enviar um esquadrão a partir do Peru para combater o capitão bucaneiro francês Pierre le Picard, ele dirigiu-se a Guayaquil em Maio para o ajudar a derrotar a força espanhola e dividir 50 mil £.
Deixando Guayaquil a 12 de Junho, Davis para nas ilhas  Galápagos e Arquipelago Juan Fernández e supostamente avistou uma ilha que chamou "Terra de Davis" em Dezembro (que nunca foi confirmada pelas coordenadas registadas, talvez sendo Ilha da Páscoa) enquanto se dirigia para passar o Cabo Horn, na viagem de retorno às colónias britânicas americanas.

## Anos finais
Vindo do Oceano Pacifico, Edward Davis chegou às Índias Ocidentais no inicio de 1688 e depois a Filadélfia em Maio. Embora tenha sido preso juntamente com Lionel Wafer e John Hingson em 22 de Junho de 1688 por pirataria na Virgínia por dois anos mas foi libertado graças a um perdão real de Outubro de 1686 arranjado por Lord Sunderland.
Em Agosto de 1689, o Concelho da Virgínia ordenou que os bucaneiros, corsários e/ou piratas que retornassem a Inglaterra. Em Novembro tinham retornado quase todos mas sem as suas posses.
Edward Davis retornou a Inglaterra em 1690 e conseguiu reaver a maior parte das suas propriedades em dois anos. Uma ordem real em 1692 concordou em devolver a fortuna de Davis, mas com retenções.
O barco Batchelor's Delight foi vendido a membros da sua tripulação e navegou no Oceano Índico comandado pelo capitão pirata George Raynor.
Acredita-se que enterrou tesouros na Ilha Cocos, Costa Rica, em 1684 e 1702, ancorando na Baía de Chatham, supostamente vários baús com lingotes de ouro e 300 mil £ em prata tirados de locais no Peru e Chile.
Pode ter sido companheiro do William Kidd para a América depois de uma reunião na Ilha Sainte-Marie, Madagáscar, em 1697.
Numa das suas aventuras pelo Chile, aportou numa baía que se passou a chamar de Baía Inglesa.